# Jimmy Wahlsteen
Jimmy Bror Wahlsteen, född 29 april 1975 i Lidingö församling, Stockholms län, är en svensk gitarrist, kompositör och musikchef.

## Biografi
Wahlsteen började spela gitarr vid åtta års ålder och har sedan spelat i flera rockband, till exempel Qoph, samt som musiker till artister som Carola Häggkvist, Lena Philipsson, Nordman, Eskobar och Brooke Miller. Han har även medverkat som musiker respektive kapellmästare i ett flertal tv-satsningar som TV 4:s Idol, SVT:s Allsång på Skansen, Sommarkväll med Rickard Olsson, Stjärnor hos Babben, Den flygande mattan och TV 3:s Sing along.
Under 2000-talet har Wahlsteen alltmer fokuserat på en internationellt uppmärksammad solokarriär inom akustisk gitarr med egenkomponerade skivor och internationella turnéer. Debutsoloalbumet 181st Songs (Candyrat, 2009) listades av amerikanska radiostationen Echoes som en av "Top 25 essential CD´s 2010". Detta följdes av albumet All Time High (Candyrat, 2011) och No Strings Attached (Candyrat, 2014), inklusive de uppmärksammade melodierna "No Strings Attached" och "If You Say So Romance". Under 2016–2018 har han också på Epidemic Sound gett ut de digitala EP-skivorna Broadsides, Broadsides 2, Candela och Portrait. Han har turnerat i 15 länder, även i sällskap med internationella gitarrister som Tommy Emanuel, Don Ross, Jon Gomm, Steve Vai, Joe Satriani och Paul Gilbert. Hans musik har fått drygt 5 miljoner lyssningar på You Tube respektive Spotify. Han ger även ut skivor under alias "Kim Aspen".
Utöver musikerverksamheten är Wahlsteen också sedan 2018 verksam som musikchef på Star Stable Entertainment, som via främst sitt internationella onlinespel Star Stable Online även lanserar en rad musikartister i fiktiv form. Han är sedan 2016 också musikalisk rådgivare åt Sveriges Television med program som På spåret och Kulturfrågan Kontrapunkt.

## Privatliv
Åren 2010–2023 var Jimmy Wahlsteen gift med Anna Sahlin, med vilken han har två barn, Lily och Orlando Wahlsteen.

## Diskografi
- 2009 – 181st Songs
- 2011 – All Time High
- 2014 – No Strings Attached
- 2016 – Broadsides
- 2017 – Broadsides 2
- 2018 – Portrait
- 2018 – Candela